# John Ernest Galliard
John Ernest Galliard, właśc. Johann Ernst Galliard (ur. około 1680 w Celle, zm. 1749 w Londynie) – niemiecki oboista, organista i kompozytor, działający przez większość życia w Londynie.

## Życiorys
W rodzinnym Celle uczył się gry na flecie i oboju, następnie studiował kompozycję w Hanowerze u Agostino Steffaniego i Jeana-Baptiste’a Farinelliego. W 1706 roku osiadł w Londynie, gdzie został nadwornym muzykiem księcia Jerzego, małżonka królowej Anny Stuart. Od 1710 roku pełnił funkcję organisty w Somerset House. Od 1717 do 1730 roku związany był z londyńskim teatrem Lincoln’s Inn Fields, dla którego pisał maski, pantomimy i opery. Sam także występował na scenie w roli arlekina.
Cieszył się podziwem wśród współczesnych. Pozytywnie na temat jego twórczości wypowiadał się Georg Friedrich Händel, a także Charles Burney, który uważał ją jednak za mało oryginalną.
Skomponował opery Calypso and Telemachus (wyst. Londyn 1712), Circe (wyst. Londyn 1719; zachowane tylko 3 pieśni) i The Happy Captive (wyst. Londyn 1741; zachowane tylko libretto), ponadto był autorem kantat, anthemów, utworów liturgicznych, utworów solowych na flet i wiolonczelę oraz Morning Hymn of Adam and Eve do tekstu z Raju utraconego Johna Miltona. Przetłumaczył na język angielski podręcznik Piera Francesco Tosiego Opinioni de Cantori antiche e moderni, wydany pt. Observations on the Florid Song (Londyn 1742).